# 自治市公園
自治市公園（英語：Borough Park），又譯為菠萝园，是美国纽约市布鲁克林区西南部的一个社区，南到本森赫斯特，西南到湾脊區，西到日落公园，东北到肯辛顿，东到夫拉特布什，东南到米德伍德。
菠萝园是以色列以外最大的犹太教正统派社区之一，是美国最大的犹太人集中地之一。由于哈西迪犹太教和哈雷迪犹太教家庭中的平均儿童数是6.72，菠萝园正在经历人口急剧增长。它是一个经济多样化的社区。

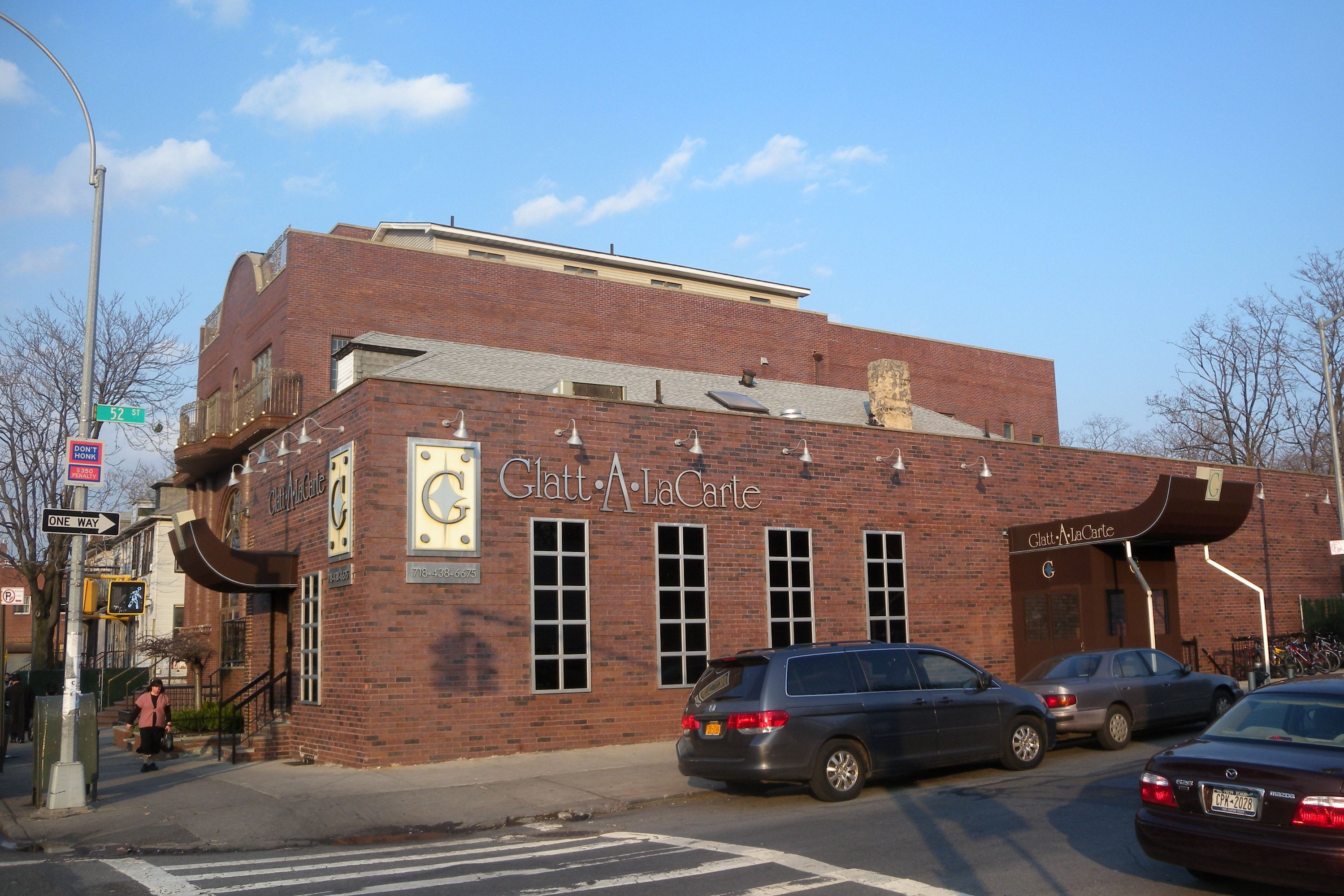
犹太餐厅
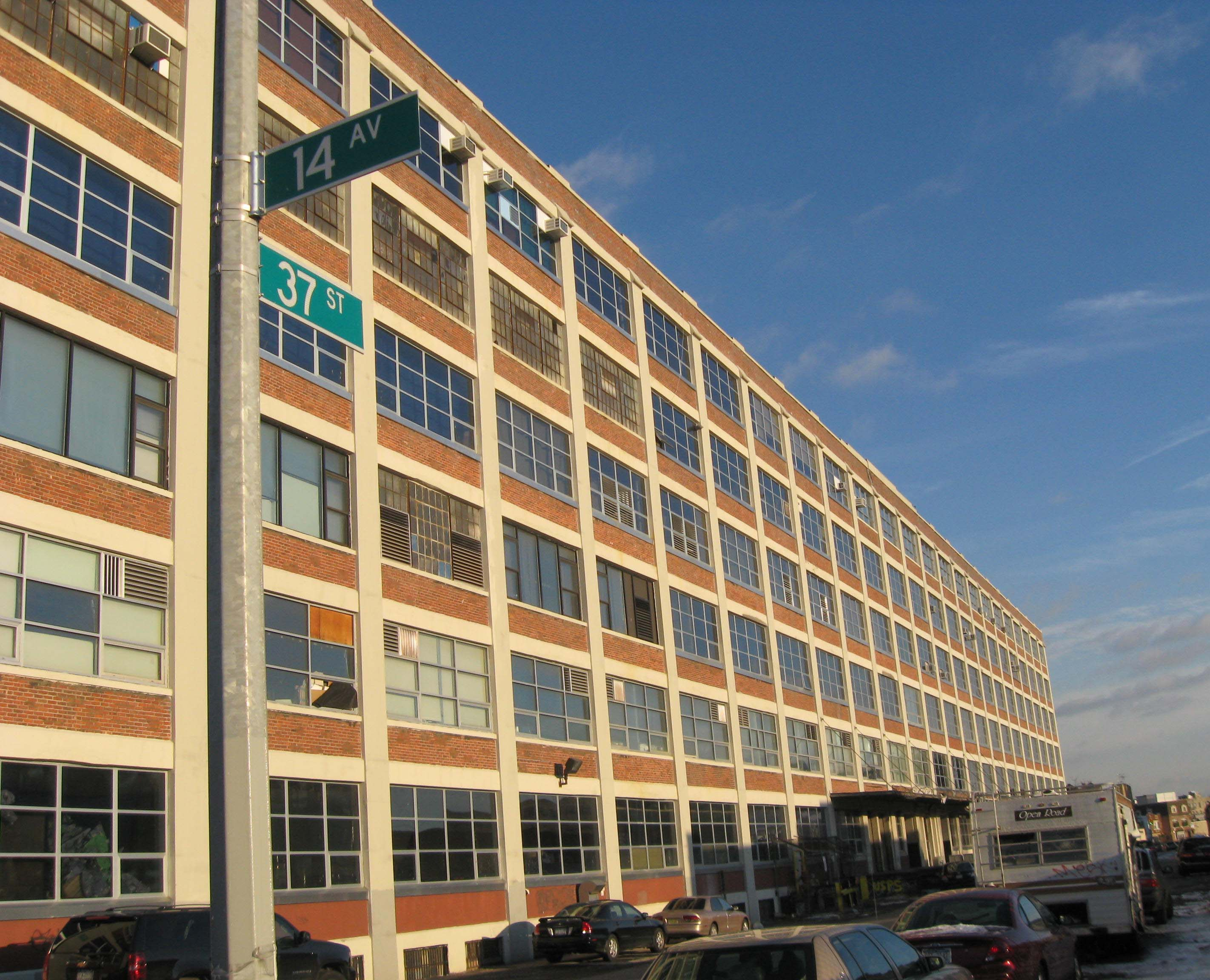
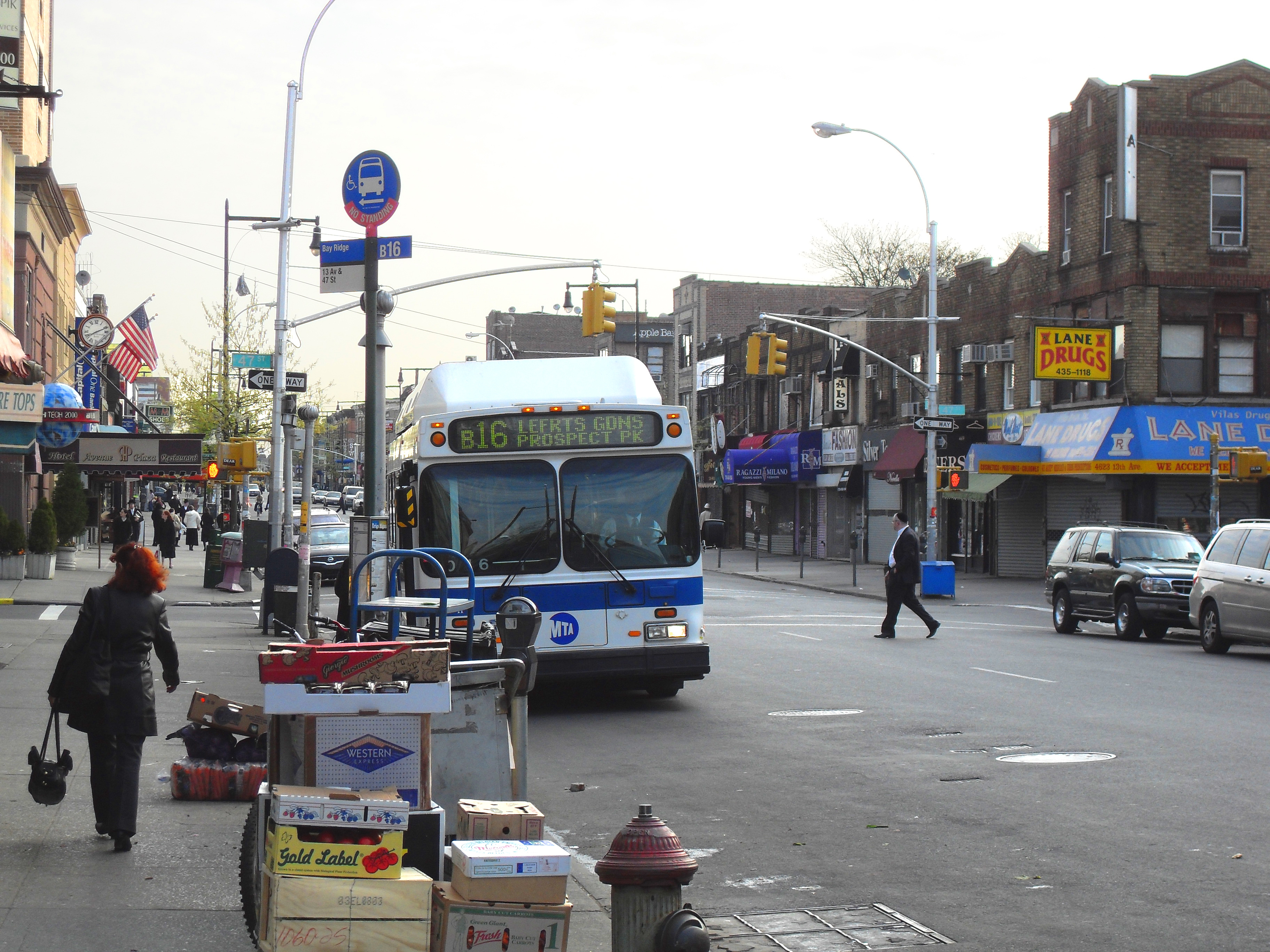
13大道
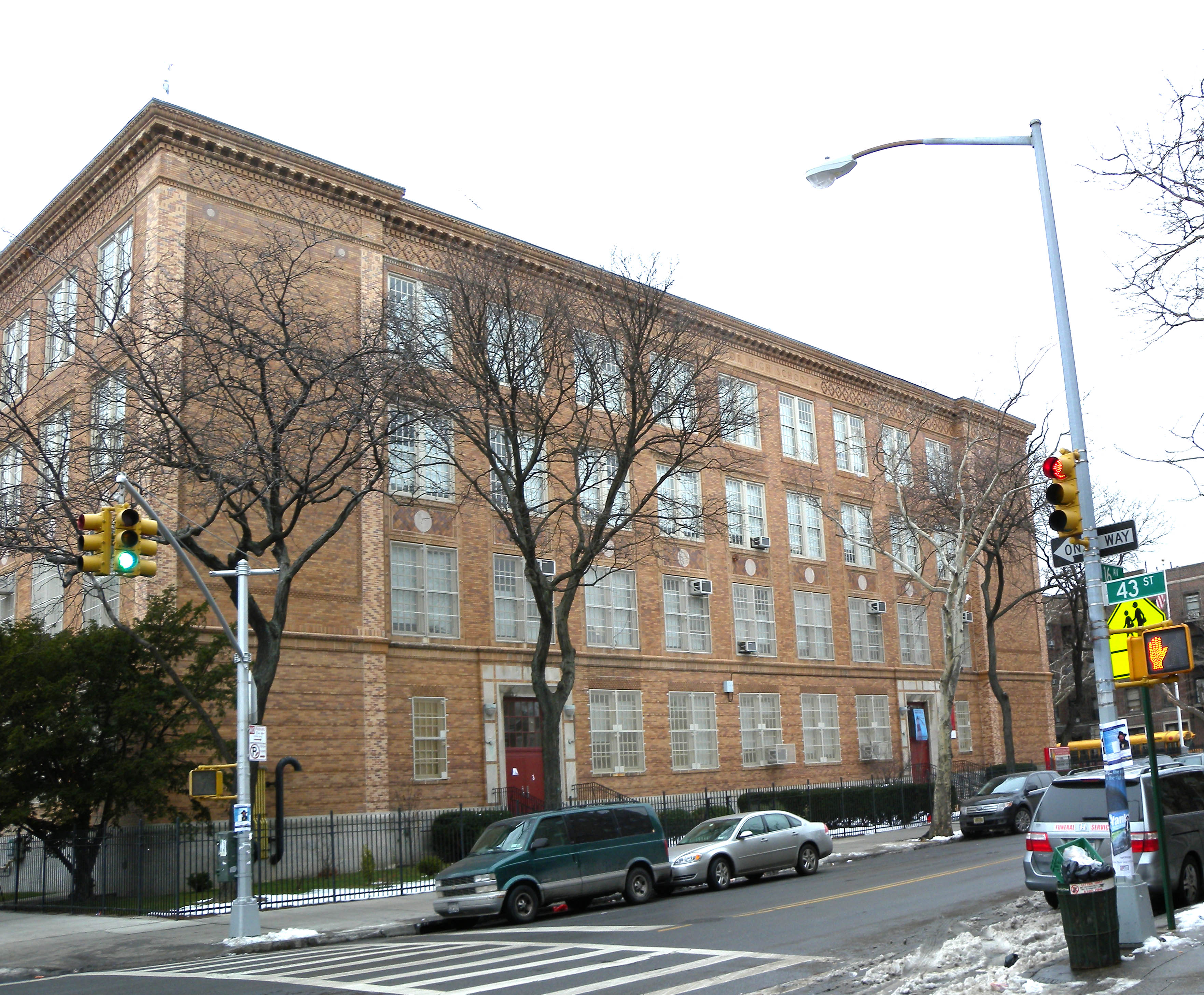
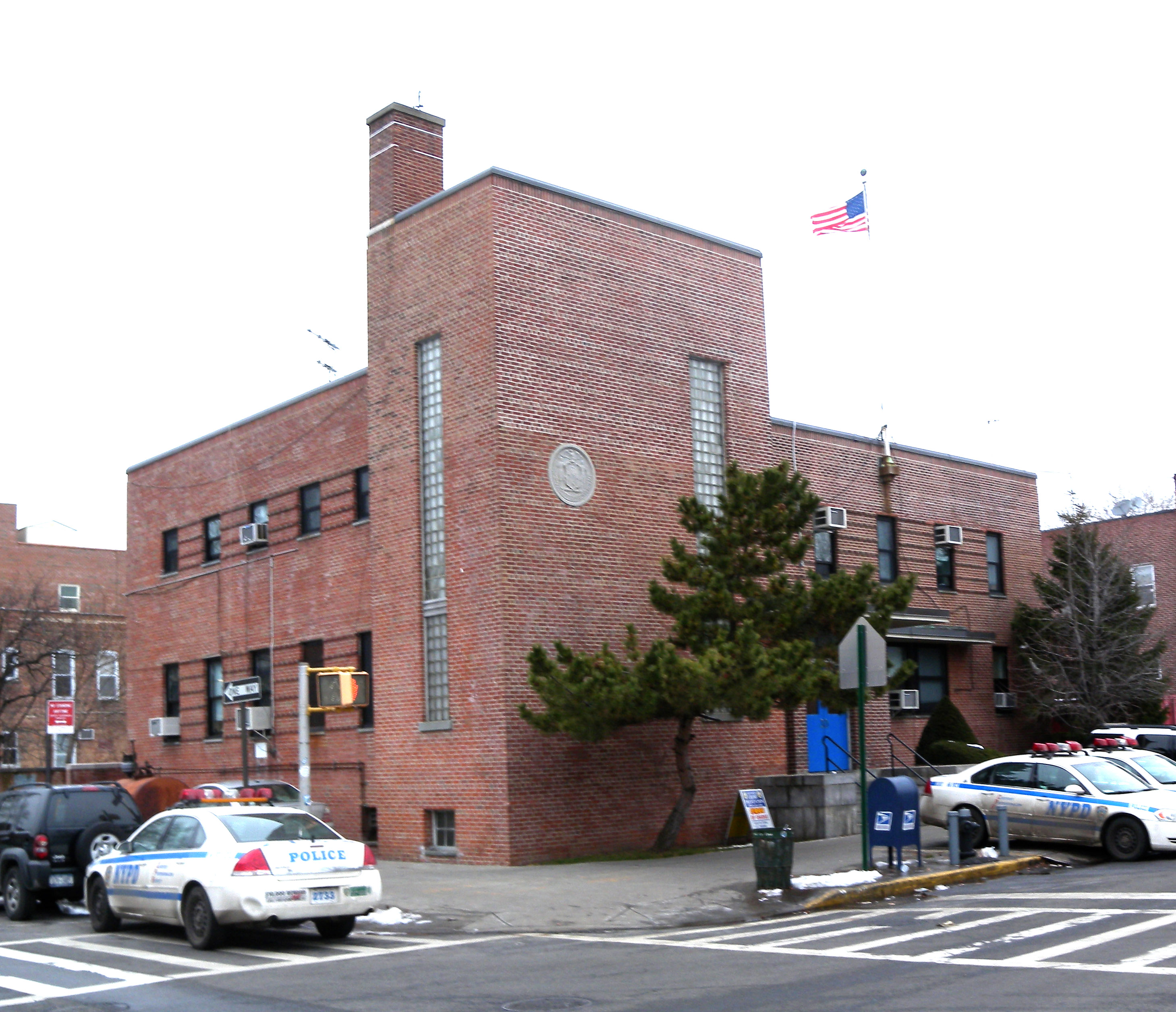
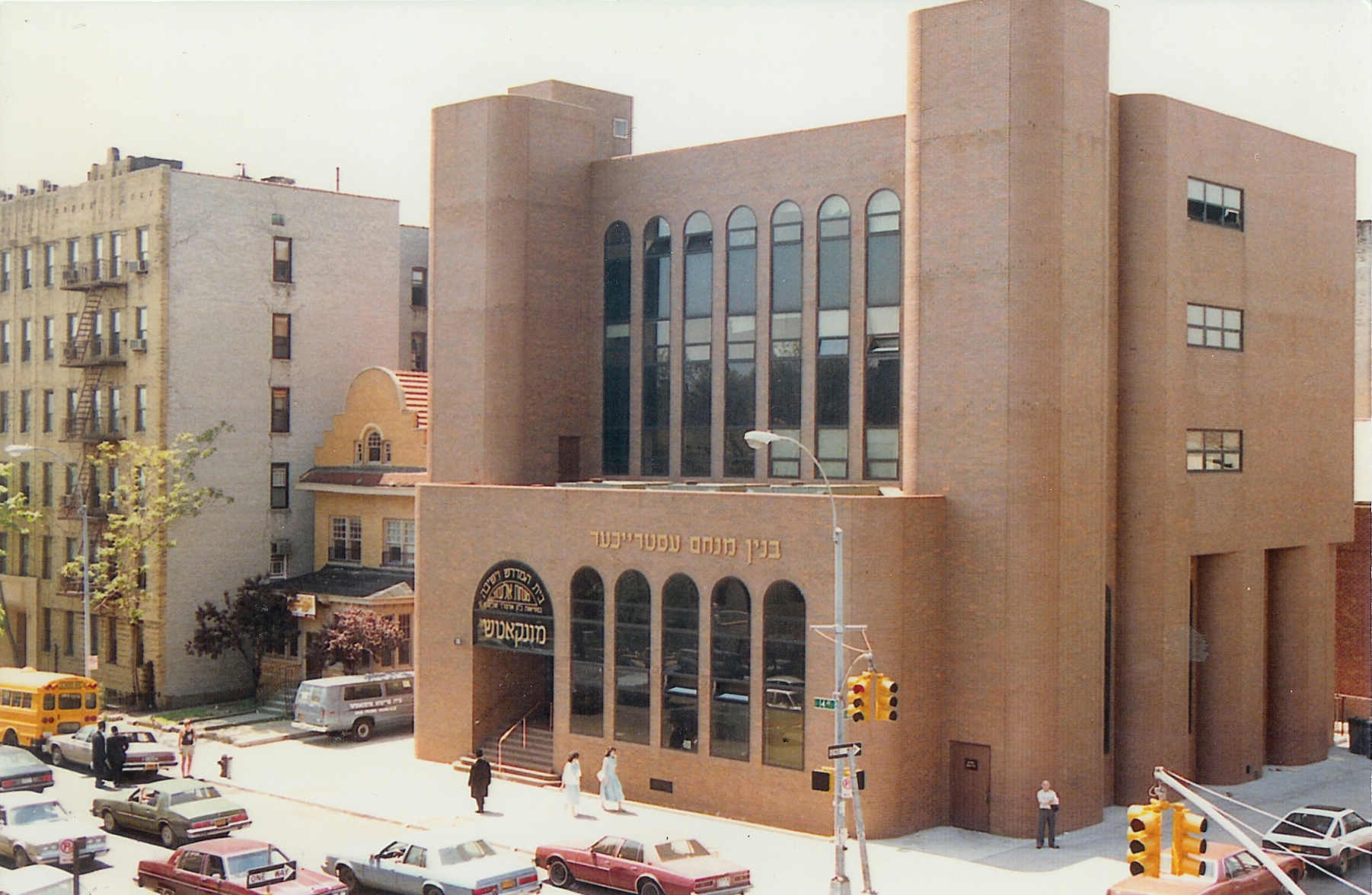